# Black Dawn - Tempesta di fuoco
Black Dawn - Tempesta di fuoco (Black Dawn) è un film del 2005 diretto da Alexander Gruszynski e interpretato da Steven Seagal. La pellicola è il sequel di The Foreigner - Lo straniero del 2003.

## Trama
Un gruppo terroristico ha intenzione di acquistare una testata nucleare per farla esplodere a fini religiosi ed ideali non precisati. Per fare ciò esegue una serie di rapine rubando una grossa quantità di diamanti per scambiarli con l'ordigno. Uno dei due fratelli a capo dei terroristi, intenzionato ad assemblare e vendere la bomba viene fatto evadere da Cold (un ex agente della CIA accusato di tradimento e creduto morto dai servizi segreti), il quale sembra lavorare come mercenario e uomo sotto copertura per l'organizzazione terroristica.
Nel frattempo alcuni agenti, tra cui una ex allieva di Cold, Amanda Stuart, spiano la banda terroristica tentando di capirne i piani. Uno scienziato si reca nel covo dell'organizzazione terroristica per vendere la testata priva di plutonio, ma a scambio avvenuto viene eliminato da uno dei due fratelli con l'ex agente della CIA presente ed impassibile. Gli agenti che spiavano la banda vengono misteriosamente scoperti ed eliminati, esclusa l'ex allieva di Cold Amanda, che viene salvata da quest'ultimo, il quale rivela le sue reali intenzioni ed afferma di essere ancora un agente segreto della CIA, infiltratosi tra i terroristi con l'obiettivo di fermarli.
Il gruppo mafioso, che nel frattempo si è incontrato con i killer per scambiare la bomba con dei diamanti, però, prosegue nel suo piano riuscendo ad ottenere il plutonio necessario per la bomba. Cold e la sua allieva li raggiungono e dopo vari scontri a fuoco e combattimenti eliminano tutta la banda ad eccezione di due killer, i quali si dirigono in un palazzo per far esplodere la testata con il fine di distruggere l'intera città.
Cold e Amanda li raggiungono nuovamente ma scoprono che un altro agente della CIA (superiore della ragazza) era in realtà il vero organizzatore del piano. Riescono ad ucciderlo non prima però che la bomba a timer venga attivata. I due si dirigono fuori dalla città con un elicottero portando con sé la bomba nel tentativo di farla esplodere in mare.
Cold e Amanda riescono infine a lanciare via la testata una trentina di secondi prima della detonazione, salvando sia la città che loro stessi.

## Distribuzione
Black Dawn - Tempesta di fuoco è uscito in USA il 27 dicembre 2005.
In Italia è stato distribuito il 21 luglio 2006 al cinema.